# Dolní Žandov

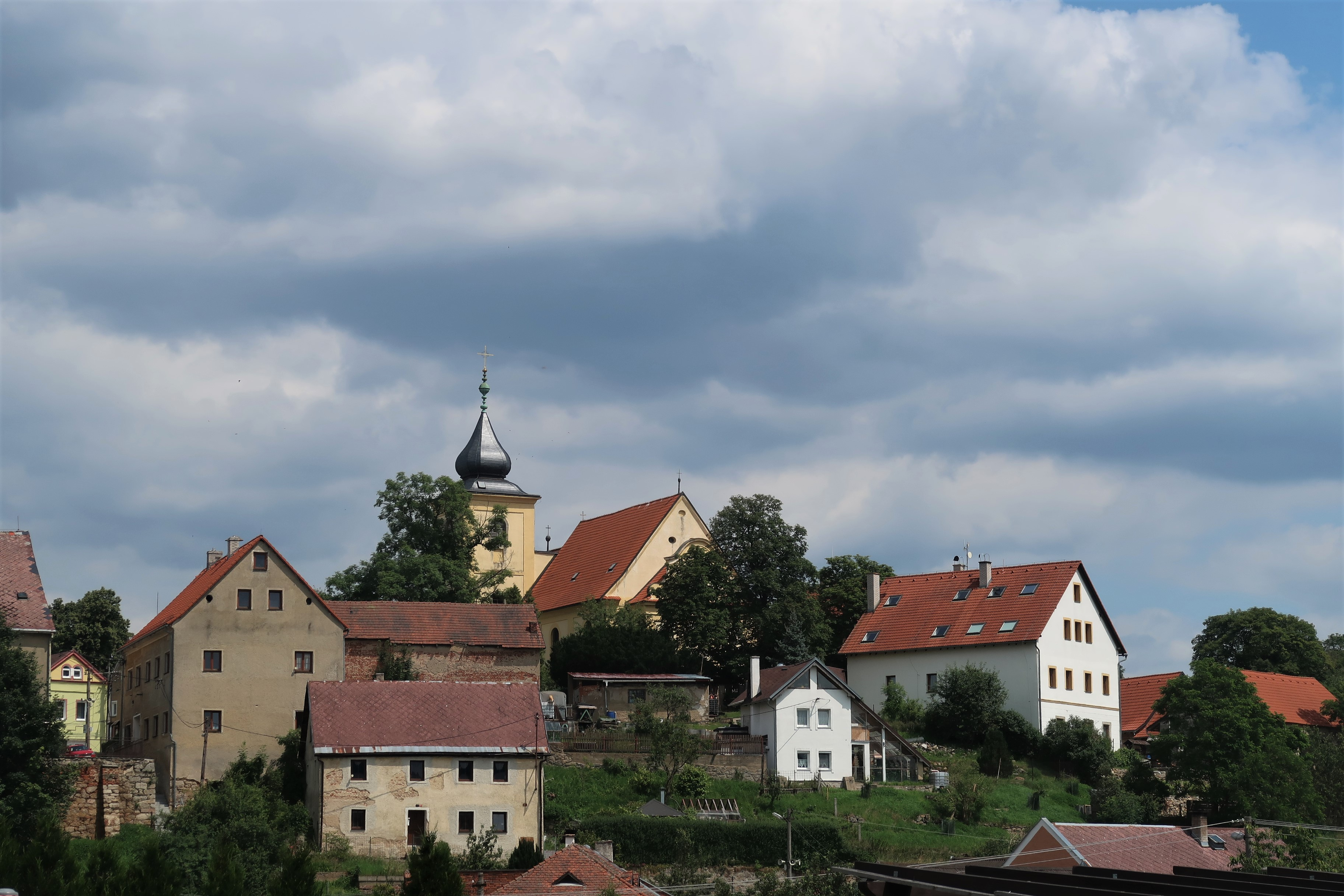
Dolní Žandov

Dolní Žandov (deutsch Unter Sandau, früher auch Sandau, Sanda, Sandawa, Zandow, Zanda und Zandaw) ist eine Gemeinde in Tschechien.

## Gemeindegliederung
Die Gemeinde Dolní Žandov besteht aus den Ortsteilen Dolní Žandov (Untersandau), Horní Žandov (Obersandau), Podlesí (Markusgrün), Salajna (Konradsgrün) und Úbočí (Amonsgrün). Grundsiedlungseinheiten sind Brtná (Zeidlweid), Dolní Žandov, Dolní Žandov-u nádraží, Horní Žandov, Podlesí, Salajna und Úbočí.
Das Gemeindegebiet gliedert sich in die Katastralbezirke Brtná u Dolního Žandova, Dolní Žandov, Horní Žandov, Podlesí u Dolního Žandova, Salajna und Úbočí u Dolního Žandova.
Bis 1946 war Obersandau, das jetzt Horni Zandov heißt ein langgezogenes Bauerndorf, das in seiner ganzen Ausdehnung vom Tillenbach durchflossen wurde. Die Eisenbahnlinie Eger–Pilsen trennte den Ort in das Unterdorf und das Oberdorf, an das sich noch der Ortsteil Ödhäuser anschloss. In Obersandau gab es nur freistehende Höfe und Häuser.

## Geschichte
Die erste Besiedlung erfolgte durch die Kelten. Durch deutschsprachige Kolonisten wurde der Ort vor dem 12. Jahrhundert gegründet.
Im Jahr 1197 schenkte Heinrich Břetislav III. das Dorf dem neu gegründeten Kloster Tepl. Später wurde am Hügel neben dem Dorf die befestigte Kirche des Heiligen Michael gebaut. 1347, während der Kriege zwischen Karl IV. und Ludwig dem Bayern, wurde das Dorf zerstört. 1374 erteilte Karl IV. Boreš von Ossegg die Erlaubnis, die Ruinen abzureißen und ein neues Städtchen zu gründen. 1464 bekam der Ort die Erlaubnis, Bier zu brauen.
Im Jahr 1799 gründete Johann Geiger die Manufaktur zur Herstellung von damals berühmten Papierdosen und Tabakschachteln „Sander“. Ab der Mitte des 19. Jahrhunderts bildete die Ortschaft eine Gemeinde im Gerichtsbezirk Bad Königswart.
Die Freiwillige Feuerwehr Sandau gründete sich im Jahr 1874 und im Folgejahr wurde nach einer Spendensammlung eine neue Handdruckspritze angeschafft. Das Feuerwehrhaus befand sich seinerseits auf dem Rathausplatz.
Nach dem Münchner Abkommen wurde der Ort dem Deutschen Reich zugeschlagen und gehörte bis 1945 zum Landkreis Marienbad im Reichsgau Sudetenland, Regierungsbezirk Eger.

### Eingemeindungen
Zum 1. April 1942 wurde die Stadt Unter Sandau mit den Nachbargemeinden Ober Sandau und Zeidlweid zur neuen Gemeinde Sandau (bei Marienbad) zusammengeschlossen.

### Einwohnerentwicklung
Bis 1945 war Unter Sandau überwiegend von Deutschböhmen besiedelt, die vertrieben wurden.
| Jahr | Einwohner | Anmerkungen        |
| ---- | --------- | ------------------ |
| 1847 | 1.537     | in 206 Häusern     |
| 1900 | 1.411     | deutsche Einwohner |
| 1930 | 1.594     | [ 9 ]              |
| 1939 | 1.467     | [ 9 ]              |

## Wirtschaft
Die Gemeinde ist ein landwirtschaftlich geprägtes Dorf. In Dolní Žandov wird sowohl Pferdezucht als auch Landwirtschaft und Waldbau betrieben.

## Sehenswürdigkeiten
- Kirche des Erzengels Michael: Die ursprünglich gotische Kirche wurde 1682 barock umgebaut. Der Hauptaltar stammt aus dem Jahre 1697 nach dem Original von Q. Renni.
- Unter Denkmalschutz stehende Skulptur des heiligen Johann von Nepomuk aus dem Jahr 1705.
- Ruinen der Burg Boršengrýn aus dem 14. Jahrhundert